# Hans Peter Hallbeck

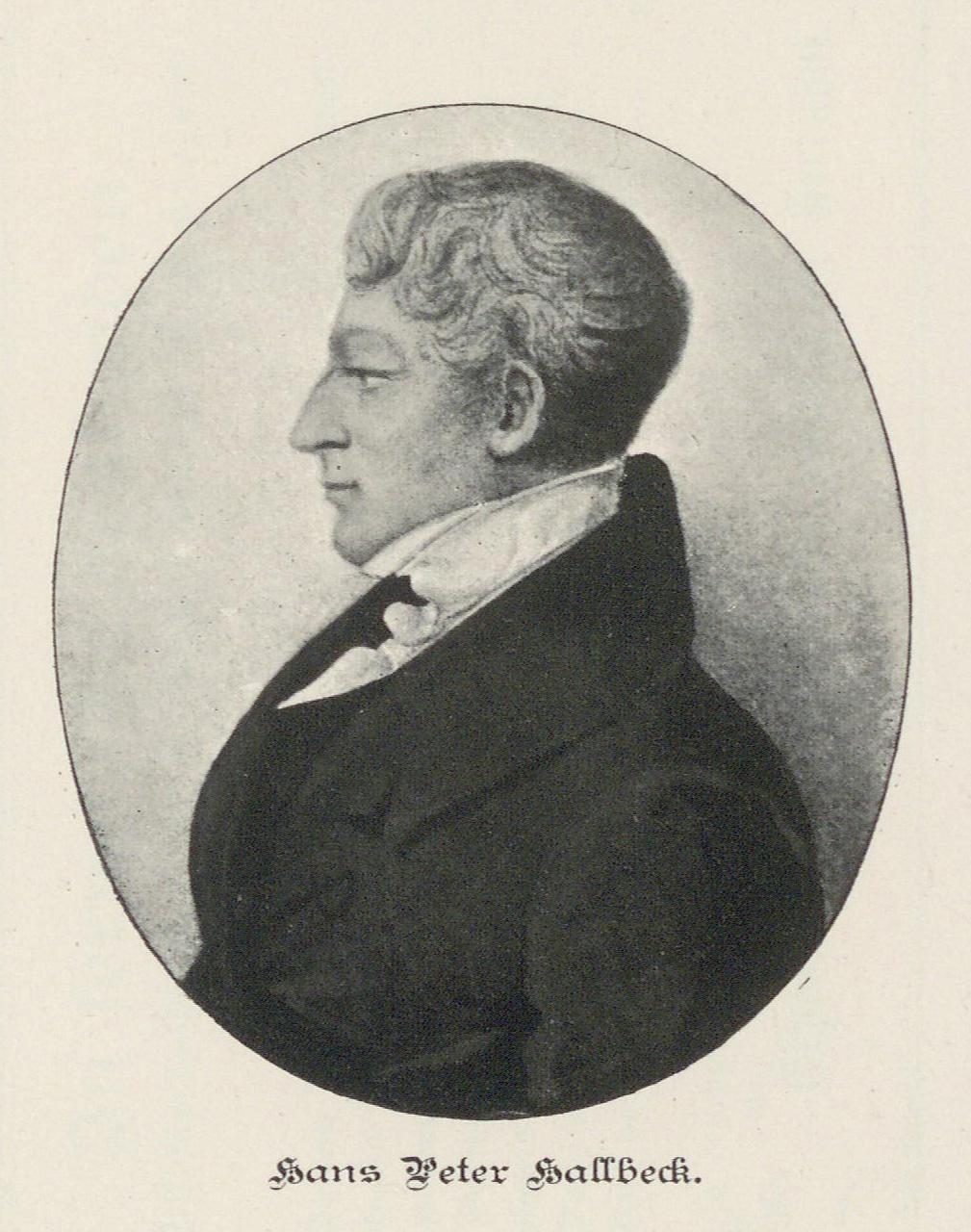
Hans Peter Hallbeck

Hans Peter Hallbeck, född den 18 mars 1784 i Malmö, död den 25 november 1840 i Genadendal i Sydafrika, var en svensk missionär.
Hans Peter Hallbeck var son till tunnbindaren Jakob Hallbeck (död 1809) och Märtha Kristina Stockman (död 1788). Han var halvbror till kyrkoherden i Norra Vram, Paul Christian Hallbeck (1790–1837). Efter skolgång i Malmö inskrevs Hans Peter Hallbeck vid Lunds universitet i januari 1801. Efter sin tid vid universitet anställdes Hallbeck vid Brödraförsamlingens skola i Göteborg, i Gross-Hennersdorff i Schlesien 1810, och blev därefter lärare och församlingsföreståndare på Irland och i England. 1817 blev han missionär i Genadendal (Gnadenthal) i Västra Kapprovinsen i Sydafrika, och missionsföreståndare samt biskop 1836. Hallbeck nedlade ett omfattande arbete, särskilt på missionsskolans område och för utbildningen av infödda medhjälpare. Han gjorde även den engelska kolonialregeringen stora tjänster, framför allt vid tiden för slaveriets upphävande. Hallbeck räknas som den förste svenske missionären i Afrika.